# フレデリック・ボランド
フレデリック・ヘンリー・ボランド（英語: Frederick Henry Boland, 1904年1月11日-1985年12月4日）は、アイルランドの外交官であり、イギリスと国際連合の双方において初代アイルランド大使を務めた。

## 家庭と教育
1904年1月11日、フレデリック・ボランドは、ランラーのエデン・ヴェール・ロード32番地において、当時は郵便通信省の吏員で、財務大臣上級次官補の時に退職したヘンリー・パトリック（H・P）・ボランド（1876年-1956年）と彼の妻であるシャルロット・ノーラン・テイラーとの間の次男として生まれた。H・P・ボランドはクロンメルの救貧院の院長の息子だった。